# San Antonio Los Ranchos
San Antonio Los Ranchos é um município do departamento de Chalatenango, em El Salvador. Sua população estimada em 2007 era de 1 619 habitantes.